# Anatoli Brandukov
Anatoli Brandukov   (Moscou, 6 de gener de 1859 - Moscou, 16 de febrer de 1930), nom complet amb patronímic Anatoli Andréievitx Brandukov, rus: Анато́лий Андре́евич Брандуко́в  va ser un violoncel·lista rus que va estrenar moltes peces de violoncel de compositors prominents com Piotr Txaikovski i Serguei Rakhmàninov. Nascut com la música clàssica russa va florir a mitjans del segle xix, va treballar amb molts dels compositors i músics importants de l'època, incloent-hi actuacions amb Anton Rubinstein i Alexander Siloti. Com a solista, va destacar en l'actuació i va ser especialment conegut per interpretacions elegants, el seu temperament refinat i el seu bell to expressiu. En els seus últims anys, es va convertir en professor al Conservatori de Moscou, i va continuar actuant bé en la seva vida posterior. Tot i que la seva popularitat està enfosquida pels compositors i virtuosos més famosos, la seva influència en les composicions més destacades d'aquests compositors és evident.

## Vida i treball
Anatoli Andréievitx Brandukov va néixer a Moscou el 6 de gener de 1859. El seu pare va morir poc després del seu naixement, de manera que va ser criat per la seva mare i la seva tia. La seva primera exposició a la música clàssica va ser el Teatre Bolxoi, en el qual ballava la seva germana. Però la influència més decisiva en ell va ser sentir Hector Berlioz dirigir la Cinquena Simfonia de Beethoven quan el compositor francès va visitar Sant Petersburg i Moscou el 1867-68. Va aprendre el violoncel i, als vuit anys, va començar a assistir al Conservatori de Moscou. Mentre hi era, va atreure l'atenció de professionals, professors i públic. Es va convertir en un estudiant del virtuós del violoncel alemany Wilhelm Fitzenhagen, va discutir la teoria de la música amb Txaikovski i va tocar en quartets de corda amb músics famosos. Es va graduar el 1877 amb el rar premi al conservatori, la Medalla d'Or.

El 5 de març de 1878 va donar el seu primer concert en solitari, patrocinat per Nikolai Rubinstein, però sense poder aconseguir una audiència permanent, va marxar a l'estranger. Tot i que només va tenir un èxit marginal, va decidir anar a la meca musical de l'època: París. De 1881 a 1889 va viure a França, donant concerts a Londres. El pianista i compositor contemporani Aleksandr Goldenvéizer va dir d'ell: 
| « | "Les seves actuacions vívides i emocionals van ser una abstracció i un judici aliens". | » |

 I Alexander Siloti, i el director Leopold Auer. Després d'interpretar el Concert per a violoncel núm. 1 de Saint-Saëns l'any 1881, va ser convidat a un concert de celebració que destacava el seu èxit a Angers, França.
El 1890, Txaikovski va instar el Conservatori de Moscou a contractar-lo com a professor de violoncel, però el director de l'escola, Vassili Safónov, va declinar, creient que era massa jove per a la feina. Brandukov va passar una temporada a Lausana, Suïssa, i a París, interpretant el Concert per a violoncel de Saint-Saens amb el compositor dirigint. Va ajudar a Sergei Rachmaninoff, de 19 anys, a donar el seu primer concert independent, interpretant algunes obres noves en el seu debut el 1892. En aquesta època va escriure catorze peces per a violoncel, dues per a violoncel i orquestra.

El 1906, va ser nomenat professor i director de l'Escola Filharmònica de Música i Drama de Moscou, i es va convertir en professor al Conservatori de Moscou el 1921, rebutjant una oferta per treballar a l'Accademia Nazionale di Santa Cecilia. Un dels seus alumnes va ser el violoncel·lista ucraïnès Gregor Piatigorsky, que seria aclamat com "l'últim gran romàntic". A Moscou es va casar amb Nadezhda Mazurina i va tenir un fill, Alexander (Sasha). Durant la Primera Guerra Mundial, que va començar el 1914, va actuar sovint en actes benèfics per als soldats ferits. Com a professor, li agradava interactuar amb els seus alumnes a un nivell molt personal. Un estudiant, conegut només com A. V. Brouna, va comentar que, 
| « | "Brandukov no era un professor en el sentit convencional. Aquest era un amic proper, difonent generosament la seva riquesa espiritual, les lliçons del qual es van convertir en una revelació..." | » |

 Després de la Revolució d'Octubre de 1917 es va convertir en membre del Teatre Bolxoi, organitzant l'orquestra simfònica i actuant en concerts. Heinrich Neuhaus, un dels seus socis al Teatre, va informar que l'any 1919, de camí a un concert, Brandukov va relliscar i va caure sobre el seu violoncel. Quan es va treure la coberta, Neuhaus recorda, Brandukov 
| « | "va abraçar el seu violoncel, com una criatura viva, amb llàgrimes i llàgrimes dels seus ulls". | » |

 En els seus darrers anys, va continuar actuant i donant conferències, l'última vegada que va parlar amb Neuhaus el 30 de gener de 1930. Va morir a Moscou el 16 de febrer de 1930, als 71 anys.